# MicroProse
MicroProse Software, également connu comme MicroProse Simulation Software, était une société américaine de développement et d'édition de jeux vidéo.
Fondée en 1982 par Sid Meier et Bill Stealey, la compagnie s'est rapidement fait connaître pour ses simulations aériennes, militaires ou automobiles et ses jeux de stratégie. Elle a notamment publié avec succès les créations de Sid Meier, comme Silent Service, Pirates!, Civilization, Risk II et X-COM.

## Histoire

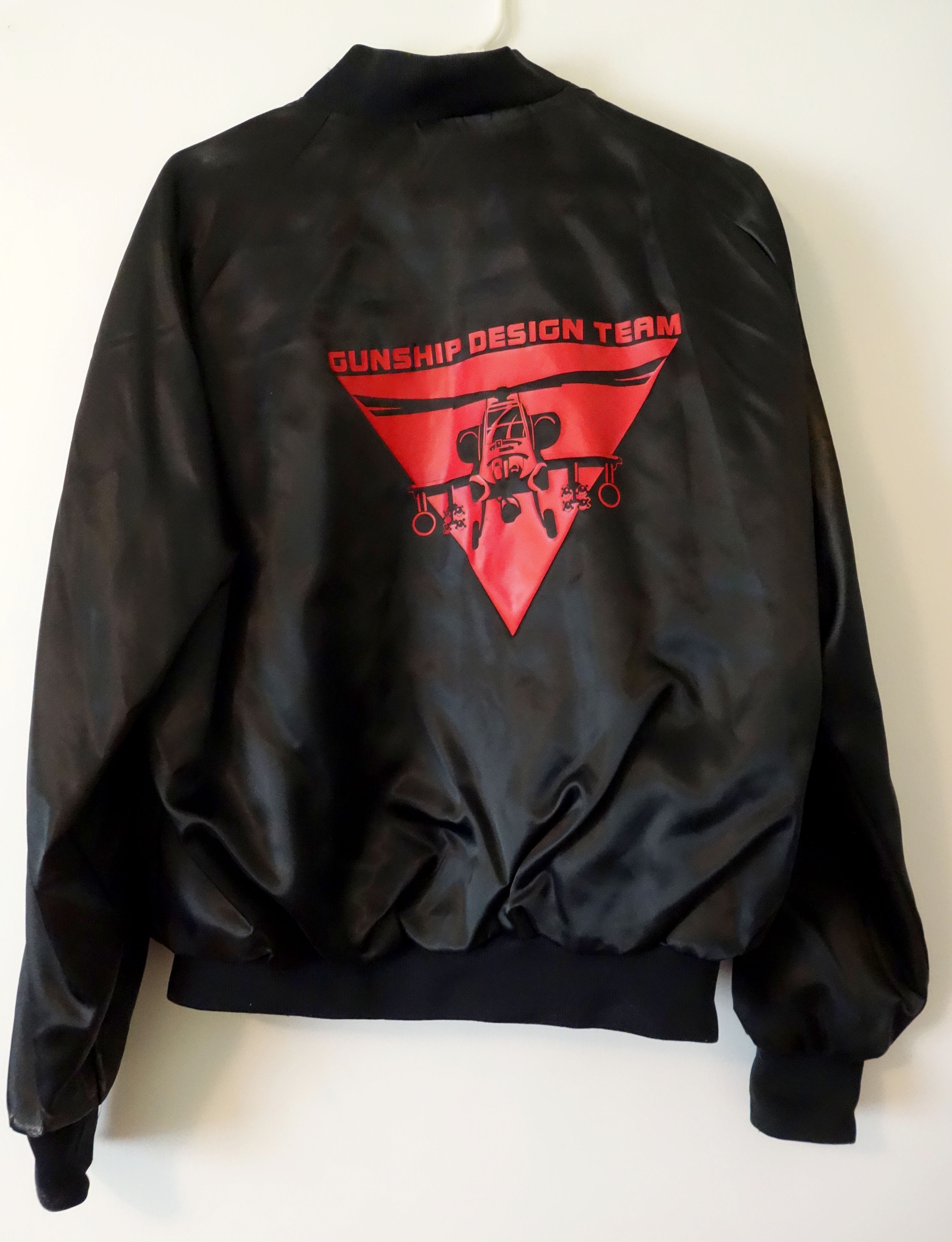
Veste de l'équipe design, inspiré du jeu Gunship.

Au début des années 1980, Bill Stealey et Sid Meier se rencontrent par hasard à l'occasion d'une conférence à Las Vegas. Pendant une pause, les deux fans de jeux vidéo, s'affrontent sur une borne de simulation d'avion, Red Baron.
Stealey, pourtant ancien pilote de l'US Air Force, ne comprend pas pourquoi il perd systématiquement. Meier lui explique qu'en tant que programmeur, il peut analyser l'algorithme du jeu et en tirer parti, et ajoute qu'il peut certainement programmer un jeu bien meilleur. 
Le pari est pris, les deux hommes s'associent et MicroProse Simulation Software voit le jour. Quelque temps plus tard sort Hellcat Ace, jeu programmé par Sid Meier et maintes fois modifié suivant les conseils de Bill Stealey.
MicroProse est principalement connu comme éditeur de simulateurs de vol pour les ordinateurs 8-bits tels le Commodore 64, l’Apple II et les Atari 8-bit. Dans la deuxième moitié de la décennie, MicroProse se déplace sur le terrain du compatible PC, de l'Amiga et de l'Atari ST et publie ses premiers jeux de stratégie.
En 1990 et 1991, MicroProse publie Railroad Tycoon et Civilization, qui deviennent les deux jeux de stratégie les plus vendus au monde. Cependant, la société rencontre des problèmes financiers à cause de la publication d’un grand nombre de titres dans un marché saturé.
En 1993, MicroProse est achetée par Spectrum Holobyte. Les deux marques coexistent jusqu’en 1996, date à laquelle la société fusionne exclusivement sous MicroProse. Sid Meier quitte la société après le rachat pour fonder Firaxis Games.
Le 13 août 1998, Hasbro acquiert MicroProse pour 70 millions d'USD et l'intègre à Hasbro Interactive. En 1999, cette dernière ferme les studios de MicroProse en Californie et en Caroline du Nord.
En 2001, après le rachat de Hasbro Interactive par Infogrames (maintenant Atari SA), le label est arrêté. Le studio de développement originel de la compagnie, à Hunt Valley dans le Maryland, est fermé en novembre 2003.

### Renaissance
En 2019, MicroProse (alors détenue par Cybergun) a été achetée et relancée par David Lagettie, l'un des fabricants du logiciel de simulation militaire TitanIM. Lagettie est un ancien développeur de Bohemia Interactive dans leurs studios australiens avant de créer sa propre entreprise pour créer des simulations de jeux vidéo utilisés par des groupes militaires. 
Fan des jeux MicroProse en grandissant, et alors qu'il voyait les jeux changer de propriétaire et finalement disparaître, Lagettie a commencé à enquêter sur le sort de Microprose vers 2005. Lorsque cela était possible, il a commencé à acheter toutes les IP de Microprose qu'il pouvait, y compris le nom et les marques du logo d'origine, ce qui lui a permis d'établir le nouveau Microprose en tant qu'éditeur de jeux en 2019. Les acquisitions de Lagettie ont attiré l'attention de Bill Stealey, qui s'est par la suite enquis auprès de Lagettie de ses plans, et l'a conduit à le rejoindre de manière non officielle dans Microprose.
La nouvelle société a annoncé en mai 2020 trois nouveaux jeux à sortir pour les ordinateurs personnels : Sea Power, Task Force Admiral et Second Front, avec une vingtaine d'autres jeux prévus. Lagettie a aussi annoncé une diversification vers d'autres genres de jeux, tels que les jeux d'aventure et de course, tout en précisant que le portfolio principal de MicroProse restera centré sur les jeux basés sur le combat.

## Ludographie
| Année | Titre                                    | Développeur            | Genre                      | Thème                    | Description                                                     | Plate-forme (originale — adaptations)                  |
| ----- | ---------------------------------------- | ---------------------- | -------------------------- | ------------------------ | --------------------------------------------------------------- | ------------------------------------------------------ |
| 1982  | Floyd of the Jungle                      | Sid Meier              | Jeu de plates-formes       |                          |                                                                 | Atari 8-bit – C64                                      |
| 1982  | Chopper Rescue                           | MicroProse             | Jeu de tir                 |                          |                                                                 | Atari 8-bit                                            |
| 1982  | Spitfire Ace                             | MicroProse             | Jeu de simulation          |                          | Simulateur de vol de combat                                     | Atari 8-bit – C64                                      |
| 1982  | Wingman                                  | MicroProse             | Jeu de simulation          |                          | Simulateur de vol de combat                                     | Atari 8-bit – C64                                      |
| 1983  | Hellcat Ace                              | MicroProse             | Jeu de simulation          |                          | Simulateur de vol de combat                                     | Atari 8-bit – C64                                      |
| 1983  | Solo Flight                              | MicroProse             | Jeu de simulation          |                          | Simulateur de vol                                               | Atari 8-bit – Apple II, C64, IBM PC                    |
| 1984  | F-15 Strike Eagle                        | MicroProse             | Jeu de simulation          | Guerre froide            | Simulateur de vol de combat                                     | Apple II, Atari 8-bit, C64, IBM PC                     |
| 1984  | NATO Commander                           | MicroProse             | Wargame                    | Guerre froide            | Simule un conflit en Europe pendant la guerre froide            | Apple II, Atari 8-bit, C64                             |
| 1984  | Mig Alley Ace                            | MicroProse             | Jeu de simulation          | Guerre de Corée          | Simulateur de vol de combat                                     | Atari 8-bit, C64                                       |
| 1985  | Acro Jet                                 | MicroProse             | Jeu de simulation          |                          | Simulateur de vol                                               | C64                                                    |
| 1985  | Autoduel                                 | Origin Systems         | Jeu de rôle                | Science-fiction          |                                                                 |                                                        |
| 1985  | Crusade in Europe                        | MicroProse             | Wargame                    | Seconde Guerre mondiale  | Simule des combats sur le front de l’Ouest                      | Apple II, Atari 8-bit, C64, IBM PC                     |
| 1985  | Decision in the Desert                   | MicroProse             | Wargame                    | Seconde Guerre mondiale  | Simule la campagne d’Afrique du Nord                            | Apple II, Atari 8-bit, C64, IBM PC                     |
| 1985  | Kennedy Approach                         | MicroProse             | Jeu de simulation          |                          | Simulation de contrôle aérien                                   | Amiga, Atari 8-bit, C64                                |
| 1985  | Silent Service                           | MicroProse             | Jeu de simulation          | Seconde Guerre mondiale  | Simulation de sous-marin                                        | Amiga, Atari 8-bit, C64                                |
| 1985  | Solo Flight                              | MicroProse             | Jeu de simulation          |                          | Simulateur de vol                                               | Amiga, Atari 8-bit, C64                                |
| 1986  | Conflict in Vietnam                      | MicroProse             | Wargame                    | Guerre du Viet Nam       | Simule la guerre du Viet Nam                                    | Apple II, Atari 8-bit, C64, IBM PC                     |
| 1986  | Gunship                                  | MicroProse             | Jeu de simulation          | Guerre froide            | Simulateur de vol de combat                                     | Amiga, Amstrad CPC, Atari ST, C64, IBM PC, ZX Spectrum |
| 1986  | Ogre                                     | Origin Systems         | Wargame                    | Science-fiction          |                                                                 |                                                        |
| 1987  | Airborne Ranger                          | MicroProse             | Jeu d’infiltration         |                          | Simule des missions d’infiltrations en territoire ennemi        | Amiga, Amstrad CPC, Atari ST, C64, IBM PC, ZX Spectrum |
| 1987  | Project Stealth Fighter                  | MicroProse             | Jeu de simulation          |                          | Simulateur de vol de combat                                     | Commodore 64, ZX Spectrum                              |
| 1987  | Sid Meier's Pirates!                     | MicroProse             | Action-aventure, stratégie |                          |                                                                 | Amiga, Amstrad CPC, Atari ST, C64, IBM PC              |
| 1988  | F-19 Stealth Fighter                     | MicroProse             | Jeu de simulation          |                          | Simulateur de vol de combat                                     | Amiga, Atari ST, IBM PC                                |
| 1988  | Red Storm Rising                         | MicroProse             | Jeu de simulation          | Guerre froide            | Simulation de sous-marin                                        | Amiga, Atari 8-bit, C64, IBM PC                        |
| 1988  | The President Is Missing                 | Cosmi Corporation      | Jeu d’aventure             |                          |                                                                 | C64, IBM PC                                            |
| 1989  | Carrier Command                          | Realtime Games         | Jeu de simulation          | Science-fiction          | Simulateur de vol de combat futuriste                           | Amiga, Atari ST, IBM PC                                |
| 1989  | Destroyer Escort                         | Medalist International | Jeu de simulation          | Seconde Guerre mondiale  | Simule l'escorte d'un convoi de navire                          | Apple II, C64, IBM PC                                  |
| 1989  | F-15 Strike Eagle II                     | MicroProse             | Jeu de simulation          | Guerre froide            | Simulateur de vol de combat. Suite de F-15 Strike Eagle         | Amiga, Atari ST, IBM PC                                |
| 1989  | M1 Tank Platoon                          |                        | Jeu de simulation          | Guerre froide            | Simulation de char de combat                                    | Amiga, Atari ST, IBM PC                                |
| 1989  | Microprose Soccer                        | Sensible Software      | Jeu de sport               |                          | Simulation de football                                          | Amiga, Amstrad CPC, Atari ST, C64, IBM PC, ZX Spectrum |
| 1989  | Midwinter                                | Maelstrom Games        | Action-aventure, stratégie | Science-fiction          |                                                                 | Amiga, Atari ST, IBM PC                                |
| 1989  | Rick Dangerous                           | Core Design            | Jeu de plates-formes       |                          |                                                                 | Amiga, Amstrad CPC, Atari ST, C64, IBM PC, ZX Spectrum |
| 1989  | Stunt Car Racer                          |                        | Jeu de course              |                          |                                                                 | Amiga, Atari ST, IBM PC                                |
| 1989  | Sword of the Samurai                     | MicroProse             | Action-aventure, stratégie | Japon médiéval           |                                                                 | IBM PC                                                 |
| 1990  | Betrayal                                 | Rainbird               | Jeu de stratégie           | Moyen Âge                |                                                                 | Amiga, Atari ST, IBM PC                                |
| 1990  | Knights of the Sky                       |                        | Jeu de simulation          | Première Guerre mondiale | Simulateur de vol de combat                                     |                                                        |
| 1990  | Lightspeed                               |                        | Simulateur de vol spatial  | Science-fiction          |                                                                 |                                                        |
| 1990  | Sid Meier's Railroad Tycoon              | MicroProse             | Jeu de gestion             |                          | Jeu de gestion d'une entreprise ferroviaire                     | Amiga, Atari ST, IBM PC                                |
| 1990  | Silent Service II                        |                        | Jeu de simulation          |                          | Simulation de sous-marin. Suite de Silent Service               | IBM PC                                                 |
| 1990  | Simulcra                                 | Graftgold              | Shoot 'em up               |                          |                                                                 | Amiga, Atari ST                                        |
| 1991  | Command HQ                               | Ozark Softscape        | Wargame                    |                          | Simule une série de conflit à l’échelle mondiale,               | IBM PC                                                 |
| 1991  | Sid Meier's Covert Action                | MicroProse             | Jeu d'infiltration         | Guerre froide            |                                                                 | Amiga, IBM PC                                          |
| 1991  | Gunship 2000                             |                        | Jeu de simulation          |                          | Simulateur de vol de combat. Suite de Gunship                   | IBM PC                                                 |
| 1991  | Hyperspeed                               |                        | Simulateur de vol spatial  | Science-fiction          | Suite de Lightspeed                                             | IBM PC                                                 |
| 1991  | Midwinter II: Flames of Freedom          |                        | Action-aventure, stratégie | Science-fiction          |                                                                 | Amiga, Atari ST, IBM PC                                |
| 1991  | MicroProse Golf                          |                        | Jeu de sport               |                          | Simulation de golf                                              |                                                        |
| 1991  | F-117A Nighthawk Stealth Fighter 2.0     |                        | Jeu de simulation          |                          | Simulateur de vol de combat                                     | Amiga, IBM PC                                          |
| 1991  | Civilization                             | MicroProse             | Jeu 4X                     |                          |                                                                 | Amiga, Atari ST, IBM PC                                |
| 1991  | UMS II                                   | MicroProse             | Wargame                    |                          | Suite de UMS: The Universal Military Simulator,                 | Amiga, IBM PC, Mac                                     |
| 1992  | ATAC                                     | Argonaut Games         | Jeu de simulation          |                          | Simule la lutte contre le trafic de drogue en Colombie          |                                                        |
| 1992  | B-17 Flying Fortress                     |                        | Jeu de simulation          | Seconde Guerre mondiale  | Simulateur de vol de combat                                     | Amiga, Atari ST, IBM PC                                |
| 1992  | Challenge of the Five Realms             | MicroProse             | Jeu de rôle                |                          |                                                                 | PC (DOS)                                               |
| 1992  | Darklands                                | MicroProse             | Jeu de rôle                | Fantasy                  |                                                                 | PC (DOS)                                               |
| 1992  | F-15 Strike Eagle III                    | MicroProse             | Jeu de simulation          | Guerre froide            | Simulateur de vol de combat. Suite de F-15 Strike Eagle II      | PC (DOS)                                               |
| 1992  | Formula One Grand Prix                   |                        | Jeu de course              |                          |                                                                 | Amiga, Atari ST, IBM PC                                |
| 1992  | Global Conquest                          | Ozark Softscape        | Jeu de stratégie           |                          |                                                                 | PC (DOS)                                               |
| 1992  | Harrier Jump Jet                         | MicroProse             | Jeu de simulation          |                          | Simulateur de vol de combat                                     | PC (DOS, Windows)                                      |
| 1992  | Rex Nebular and the Cosmic Gender Bender | MicroProse             | Jeu d'aventure             |                          |                                                                 |                                                        |
| 1992  | Sea Rogue                                |                        | Jeu de simulation          |                          | Simule une chasse aux trésors dans des épaves                   | IBM PC                                                 |
| 1992  | Special Forces                           |                        | Jeu d’infiltration         |                          | Simule des missions d’infiltrations en territoire ennemi        | Amiga, IBM PC                                          |
| 1992  | Task Force 1942                          |                        | Wargame                    | Seconde Guerre mondiale  | Simule des combats navals de la Seconde Guerre mondiale         | IBM PC                                                 |
| 1993  | Ancient Art of War in the Skies          | Evryware               | Wargame                    | Première Guerre mondiale | Simule des combats aériens de la Première Guerre mondiale       | Amiga, Atari ST, IBM PC                                |
| 1993  | BloodNet                                 | MicroProse             | Jeu d’aventure et de rôle  |                          |                                                                 | Amiga, PC (DOS)                                        |
| 1993  | Dogfight (Air Duel aux États-Unis)       | MicroProse             | Jeu de simulation          |                          | Simulateur de vol de combat,                                    | Amiga, Atari ST, PC (DOS)                              |
| 1993  | Fields of Glory                          | MicroProse             | Stratégie en temps réel    |                          |                                                                 | Amiga, PC (DOS)                                        |
| 1993  | The Legacy: Realm of Terror              | Magnetic Scrolls       | Jeu d’aventure et de rôle  |                          |                                                                 | PC (DOS)                                               |
| 1993  | Master of Orion                          |                        | Jeu 4X                     | Science-fiction          |                                                                 |                                                        |
| 1993  | Return of the Phantom                    | MicroProse             | Jeu d’aventure             |                          |                                                                 | PC (DOS)                                               |
| 1993  | Starlord                                 |                        | Jeu de stratégie           | Science-fiction          |                                                                 |                                                        |
| 1993  | Subwar 2050                              | Particle Systems       | Jeu de simulation          | Science-fiction          | Simulation de sous-marin                                        |                                                        |
| 1993  | Tinhead                                  |                        | Jeu de plates-formes       |                          |                                                                 |                                                        |
| 1994  | Fleet Defender                           | MicroProse             | Jeu de simulation          |                          | Simulateur de vol de combat                                     | PC                                                     |
| 1994  | 1942: The Pacific Air War                | MicroProse             | Jeu de simulation          | Seconde Guerre mondiale  | Simulateur de vol de combat                                     | PC                                                     |
| 1994  | Dragonsphere                             | MicroProse             | Jeu d'aventure             | Fantasy                  | Jeu d'aventure en pointer-et-cliquer                            | PC                                                     |
| 1994  | Impossible Mission 2025                  | MicroProse             | Jeu de plates-formes       | Science-fiction          | Suite de Impossible Mission II                                  | Amiga                                                  |
| 1994  | Transport Tycoon                         | MicroProse             | Jeu de gestion             |                          | Jeu de gestion d’une entreprise de transport                    | PC                                                     |
| 1994  | Colonization                             | MicroProse             | Jeu 4X                     |                          |                                                                 | Amiga, DOS, Mac OS, Windows                            |
| 1994  | UFO: Enemy Unknown                       | Mythos Games           | Tactique au tour par tour  |                          |                                                                 |                                                        |
| 1994  | Pizza Tycoon                             | Software 2000          | Jeu de gestion             |                          | Gestion d'une pizzeria                                          | PC                                                     |
| 1995  | 1944: Across the Rhine                   | MicroProse             | Jeu de simulation          | Seconde Guerre mondiale  |                                                                 | PC                                                     |
| 1995  | Grand Prix 2                             | MicroProse             | Jeu de course              |                          |                                                                 |                                                        |
| 1995  | Grand Prix Manager                       |                        | Jeu de gestion             |                          | Jeu de gestion sportive                                         |                                                        |
| 1995  | Machiavelli the Prince                   | Holistic Design        | Jeu de stratégie           | Renaissance              |                                                                 | PC                                                     |
| 1995  | Master of Magic                          | Simtex Software        | Jeu 4X                     | Fantasy                  |                                                                 |                                                        |
| 1995  | X-COM: Terror from the Deep              | MicroProse             | Tactique au tour par tour  | Science-fiction          |                                                                 |                                                        |
| 1996  | Civilization II                          | MicroProse             | Jeu 4X                     |                          |                                                                 |                                                        |
| 1996  | Grand Prix Manager 2                     |                        | Jeu de gestion             |                          | Jeu de gestion sportive                                         |                                                        |
| 1996  | Master of Orion II : Battle at Antares   |                        | Jeu 4X                     | Science-fiction          |                                                                 |                                                        |
| 1996  | This Mean War!                           | Starjammer Studios     | Stratégie en temps réel    | Science-fiction          |                                                                 | PC (Windows)                                           |
| 1997  | 7th Legion                               | Epic MegaGames         | Stratégie en temps réel    | Science-fiction          |                                                                 | PC (Windows)                                           |
| 1997  | Dark Earth                               | Kalisto Entertainment  | Jeu d'action               |                          |                                                                 | PC                                                     |
| 1997  | L'Assemblée (jeu vidéo)                  | MicroProse             | Jeu de cartes              | Fantasy                  | Adaptation du jeu de cartes à collectionner Magic : l'assemblée | PC (Windows)                                           |
| 1997  | Star Trek Generations                    | MicroProse             | Jeu d'action               | Science-fiction          |                                                                 |                                                        |
| 1997  | Star Trek - Birth of the Federation      |                        | Jeu 4X                     | Science-fiction          | Jeu 4X basé sur la série Star Trek : La Nouvelle Génération     |                                                        |
| 1997  | Ultim@te Race Pro                        | Kalisto Entertainment  | Jeu de course              |                          |                                                                 | PC (Windows)                                           |
| 1997  | X-COM: Apocalypse                        | Mythos Games           | Tactique au tour par tour  | Science-fiction          |                                                                 |                                                        |
| 1998  | Addiction Pinball                        | Team17                 | Jeu de flipper             |                          |                                                                 | PC                                                     |
| 1998  | European Air War                         |                        |                            |                          |                                                                 |                                                        |
| 1998  | Falcon 4.0                               |                        | Jeu de simulation          |                          | Simulateur de vol de combat                                     |                                                        |
| 1998  | M1 Tank Platoon 2                        |                        | Jeu de simulation          |                          | Simulation de char de combat. Suite de M1 Tank Platoon.         |                                                        |
| 1998  | MechCommander                            | FASA Interactive       |                            |                          |                                                                 | PC                                                     |
| 1998  | Star Trek - Klingon Honor Guard          |                        | Jeu de tir                 | Science-fiction          |                                                                 |                                                        |
| 1998  | Worms 2                                  | Team17                 | Jeu d'artillerie           |                          |                                                                 |                                                        |
| 1996  | Civilization II: Test of Time            | MicroProse             | Jeu 4X                     |                          |                                                                 |                                                        |
| 1999  | MechWarrior 3                            | Zipper Interactive     | Jeu de simulation          |                          |                                                                 | PC                                                     |
| 1999  | RollerCoaster Tycoon                     | MicroProse             | Jeu de gestion             |                          | Jeu de gestion de parcs d'attractions                           |                                                        |
| 1999  | Worms Armageddon                         | Team17                 | Jeu d'artillerie           | stratégie                | Tour par tour                                                   | Microsoft Windows, Dreamcast, PlayStation              |
| 1999  | Tactical Ops: Assault on Terror          | Kamehan Studios        | Jeu de tir                 |                          | Simulateur force spéciale                                       | PC, MAC, Linux                                         |
| 2000  | Avalon Hill’s Diplomacy                  |                        |                            |                          |                                                                 |                                                        |
| 2000  | Grand Prix 3                             |                        | Jeu de course              |                          |                                                                 |                                                        |
| 2000  | Grand Prix World                         |                        |                            |                          |                                                                 |                                                        |
| 2000  | Gunship!                                 |                        | Jeu de simulation          |                          | Simulateur de vol de combat                                     |                                                        |
| 2000  | Majesty: The Fantasy Kingdom Sim         | Cyberlore Studios      | Stratégie en temps réel    |                          |                                                                 |                                                        |
| 2000  | Starship Troopers: Terran Ascendancy     | Blue Tongue            | Stratégie en temps réel    | Science-fiction          |                                                                 |                                                        |
| 2001  | MechCommander 2                          | FASA Interactive       |                            |                          |                                                                 | PC                                                     |
| 2002  | Grand Prix 4                             |                        | Jeu de course              |                          |                                                                 |                                                        |

## Référence
1. ↑  Man-X, « Dix ans passés à simuler », Tilt-microloisirs,‎ mars 1992, p. 57
2. ↑  (en) Benny Evangelista, « Hasbro Buying Alameda's MicroProse / Computer games-maker sells out for $70 million », sur San Francisco Chronicle, 13 août 1998 (consulté le 14 février 2017)
3. 1 2 3  (en) « The resurrection of MicroProse and return of "Wild Bill" Stealey », sur GamesIndustry.biz (consulté le 11 octobre 2020)
4. ↑  (en-GB) « Civilization dev MicroProse returns – with three new Steam games », sur PCGamesN (consulté le 11 octobre 2020)
5. 1 2 3  Brooks, R-Z, 1993, p. 146.
6. 1 2  Brooks 1994, p. 212.
7. 1 2  Brooks, A-P, 1993, p. 125.
8. 1 2 3 4  Brooks 1994, p. 200.
9. 1 2  Brooks 1994, p. 206.
10. 1 2 3  Brooks 1994, p. 203.
11. 1 2  Brooks, A-P, 1993, p. 122.
12. ↑  Brooks, A-P, 1993, p. 123.
13. 1 2 3  Brooks 1994, p. 198.
14. 1 2  Brooks 1994, p. 202.
15. ↑  Brooks 1994, p. 194.
16. 1 2  Brooks 1994, p. 208.
17. ↑  Brooks, R-Z, 1993, p. 148.
18. 1 2  Brooks 1994, p. 196.
19. 1 2 3  Brooks, A-P, 1993, p. 120.
20. ↑  Brooks 1994, p. 210.
21. ↑  Brooks, R-Z, 1993, p. 147.